# Skarbiec Syfnijczyków
Skarbiec Syfnijczyków – budowla znajdująca się na terenie sanktuarium Apolla w Delfach, w której przechowywano wota składane bogu przez mieszkańców wyspy Sifnos.
Utrzymana w stylu jońskim budowla, przypuszczalnie najpiękniejsza i najbardziej okazała w całym okręgu świątynnym w Delfach, została ufundowana przez obywateli Sifnos około 525 roku p.n.e. za pieniądze uzyskane z odkrytych na wyspie złóż złota i srebra. Spośród starożytnych autorów wzmiankują ją Herodot (3,57-58) i Pauzaniasz (X 11,2). Wzniesiony z marmuru paryjskiego skarbiec miał formę jednoizbowego budynku w antach o wymiarach 6,28×8,90 m, z fasadą wspartą na dwóch kariatydach. Posadowiono go na wapiennym fundamencie. Konstrukcja ścian była pseudoisodomiczna, tj. wysokość warstw bloków malała ku górze.
Nad gładkim architrawem znajdował się kimation joński, wyżej zaś płaskorzeźbiony fryz zwieńczony kimationem lesbijskim. Fryz został bogato udekorowany reliefami figuralnymi, w centralnej części przedstawiającymi spór Apolla z Heraklesem o trójnóg delficki, od strony północnej scenami gigantomachii, od wschodniej zaś przedstawieniami wydarzeń z wojny trojańskiej. Akroteriony przedstawiały boginię Nike i sfinksy. Zachowały się ślady dekoracji malarskiej.
Fundamenty budowli wraz z elementami dekoracji architektonicznych zostały odkopane w 1894 roku przez członków francuskiej misji archeologicznej. Zachowane fragmenty skarbca przechowywane są obecnie w Muzeum Archeologicznym w Delfach.